# System Management Language
Die System Management Language (abgekürzt SML, Sml oder ISM/SML) ist ein Dialekt der Programmiersprache Lisp, der seit den 1990er Jahren vor allem auf Großrechnern der Firma Bull Computer eingesetzt wird. Er ist als Skriptsprache enthalten in der Netzmanagement-Plattform ISM/OpenMaster der Bull-Tochter Evidian, die auch selbst in ISM/SML geschrieben ist. Als 4GL-Sprache eignet sich ISM/SML zum Rapid Prototyping. ISM steht für “Integrated System Management” und bezieht sich auf den Anspruch, Unix, das Bull-eigene Betriebssystem GCOS und IBM-Betriebssysteme zu integrieren. Man nennt diese Sprache auch ISM/SML, was die Unterscheidung von Standard ML (einer weiteren, aber nicht verwandten funktionalen Programmiersprache) erleichtert.
Alle Aussagen zu LISP gelten prinzipiell auch für ISM/SML. ISM/SML ist jedoch erweitert um Sprachstrukturen zur objektorientierten und ereignisorientierten Programmierung und enthält APIs zu SNMP, CMIP (Common Management Information Protocol), X/Motif, CMIS und weitere. ISM/SML-Programme werden durch Interpreter ausgeführt. ISM/SML ist auf denselben Betriebssystemen verfügbar wie OpenMaster, z. B. AIX, Solaris und Linux. Die Netzwerkmanagementsoftware SmartSuite ist komplett in ISM/SML geschrieben.
Als Beispiel ein 'Hello-World'-Programm:
```
; Funktionsdefinition

(
defun
 
HELLO-WORLD
 
()

  
(
print
 
"HELLO WORLD"
))

; Funktionsaufruf

(
HELLO-WORLD
)

```